# Тішен
Тішен (нім. Tieschen) — ярмаркова комуна  (нім. Marktgemeinde)  в Австрії, у федеральній землі Штирія.
Входить до складу округу Зюдостштайєрмарк. Населення становить 1,317 осіб (станом на 31 грудня 2013 року). Займає площу 18 км². Тішен був вперше офіційно згаданий у 1406. 1945-1955 Тішен був частиною британської зони окупації Австрії. Громада заснована 1 січня 1951 року.